# Miguel Murillo (futbolista boliviano)
Miguel Murillo Quirres (Oruro, 24 de marzo de 1898) fue un futbolista boliviano que jugaba como portero. Fue parte de la Selección Boliviana que participó en la Copa Mundial de Fútbol de 1930. También jugó para el Club Bolívar Nimbles.

## Selección nacional

### Participaciones en laCopa Mundial de Fútbol
| Torneo               | Sede    | Resultado    | Partidos | Goles |
| -------------------- | ------- | ------------ | -------- | ----- |
| Copa Mundial de 1930 | Uruguay | Primera fase | 0        | 0     |

## Clubes
| Club            | País    | Periodo     |
| --------------- | ------- | ----------- |
| Bolívar Nimbles | Bolivia | 1925 - 1937 |